# Пул, Лафайет
Лафайет Дж. Пул (англ. Lafayette G. Pool, 23 июля 1919 — 30 мая 1991) — американский офицер, танкист-ас, участник Второй мировой войны. По некоторым данным считается, что за 80 дней боевых действий экипаж Лафайета Пула подбил и уничтожил не менее 12-ти танков и штурмовых орудий противника, а также некоторое количество немецких бронемашин и автомобилей.

## Биография
Лафайет Пул родился 23 июля 1919 года на ферме в городе Одем, штат Техас, США, в семье фермеров. В 1938 году окончил среднюю школу в городе Тафт, Техас. По окончании школы Лафайет и его брат-близнец попытались поступить на службу в Военно-морские силы, его брат прошёл отбор, а Лафайета не приняли из-за травмы глаза. После неудачной вербовки на флот Лафайет решил получить высшее образование и поступил в католическую академию для мальчиков (англ. all boys Catholic Academy), по окончании которой за отличные успехи в учёбе ему было поручено произнести торжественную речь на церемонии вручения дипломов.
Затем он поступил в Техасский колледж искусства и промышленности (англ. Texas College of Arts and Industries, ныне Texas A&M University–Kingsville) на инженерную специальность. 13 июня 1941 года Пул оставил колледж, чтобы записаться добровольцем в армию. На этот раз успешно. Прошёл базовый курс обучения на военной базе в Сан-Антонио, Техас, а затем был направлен в базу Camp Beauregard, Луизиана, в формировавшуюся в то время 3-ю бронетанковую дивизию. Много сил и энергии отдавал тренировкам, добиваясь от себя и от экипажа наилучших результатов в стрельбе, вождении и техническом обслуживании танка:

Я просто хочу, чтобы у меня был один из лучших танковых экипажей в дивизии.
Оригинальный текст (англ.)I just want to have one of the best tank crews in the division.

В июне 1944 года Лафайет Пул, будучи командиром танка M4 «Шерман» из 1-го взвода 3-го батальона 32-го бронетанкового полка 3-й бронетанковой дивизии, высадился в Нормандии и за 80 дней боёв принял участие в 21-й танковой атаке во Франции, Бельгии и Германии, при этом его танк был подбит трижды.
Первый танк Пула просуществовал с 23 по 29 июня, когда в него попал панцерфауст, вынудив Пула и его экипаж выпрыгнуть из подбитого танка. Его второй танк просуществовал примерно с 1 июля по 17 августа — того дня когда он участвовал в бою близ деревни Фроменталь. Этот танк был подбит дружественным огнём своего самолёта Lockheed P-38 Lightning. Его третий и последний танк, был уничтожен в ночь на 19 сентября 1944 года, в бою при попытке прорвать немецкую оборонительную линию Зигфрида к юго-востоку от Ахена. В танк Пула попал снаряд устроившего засаду танка «Пантера», и пока водитель Пула пытался дать задний ход своему поврежденному «Шерману», «Пантера» попала в него второй раз. Второй снаряд опрокинул танк Пула (ненадежно стоявший на краю рва), убил стрелка Пола Кеннета Кинга и выбросил Пула из командирского люка, серьезно ранив его осколком в ногу. Нога была так сильно изуродована, что позже ее пришлось ампутировать на восемь дюймов (20 см) выше колена.
В июне 1946 года Пул был уволен из Вооружённых сил, однако в 1948 году он вернулся в строй и служил инструктором 3-й бронетанковой дивизии на базе Форт-Нокс (Кентукки). 19 сентября 1960 года старший уорэнт-офицер 2-го класса Лафайет Пул уволился из рядов Вооружённых сил США.
Умер 30 мая 1991 года, похоронен на военном кладбище на базе Форт Сэм Хьюстон, Техас.

## Награды
Государственные награды США:
- Крест «За выдающиеся заслуги»
- Серебряная звезда
- Орден «Легион почёта»
- Пурпурное сердце

Иностранные награды:
- Военный крест с бронзовой звездой (Франция)
- почётный аксельбант (Бельгия).

## Семья
В декабре 1942 года во время обучения на базе англ. Camp Beauregard в Сан-Антонио (Техас) познакомился и женился на Эвелин Райт (англ. Evelyn Wright). У пары родилось четверо сыновей и четыре дочери.

## Документы
- Послужной список Лафайета Пула (англ.). NARA. Дата обращения: 2 октября 2014.